# Hypoderma stephanandrae
Hypoderma stephanandrae är en svampart som beskrevs av Y.R. Lin, Y.F. He & G.B. Ye 2004. Hypoderma stephanandrae ingår i släktet Hypoderma och familjen Rhytismataceae.   Inga underarter finns listade i Catalogue of Life.